# Immatain
Immatain, en arabe : إماتين, est un village du gouvernorat de Qalqilya en Palestine. Il est situé à 19 km à l'ouest de Qalqilya en Cisjordanie.
Selon le recensement du bureau central palestinien des statistiques, la localité compte une population de 2 755 habitants en 2017.